# Asesinato de Ibrahim Akil
El asesinato de Ibrahim Akil ocurrió el 20 de septiembre de 2024, cuando las Fuerzas de Defensa de Israel (FDI) lanzaron un ataque aéreo que arrasó un edificio de apartamentos en el suburbio de Dahieh, situado al sur de Beirut (Líbano), un barrio de mayoría chiita y con una fuerte presencia de Hezbolá. El ataque aéreo mató al menos a 45 personas, entre ellas Ibrahim Akil, así como a otros diez militantes de alto rango de Hezbolá, hirió a otras 68 personas y provocó el derrumbe de dos edificios. El ejército israelí confirmó que el ataque tenía como objetivo a Akil y luego confirmó su muerte. Se trata del segundo y tercer comandante de Hezbolá asesinados por Israel en apenas dos meses, después del asesinato de Fuad Shukr.
Las otras víctimas eran civiles, entre ellos al menos tres niños y siete mujeres. Al menos otras 68 personas resultaron heridas. Israel dijo que el ataque tuvo como objetivo a los comandantes del comité de comando de élite de la Fuerza Radwan de Hezbolá, que estaban celebrando una reunión en el sótano del edificio de apartamentos. Los equipos de rescate comenzaron inmediatamente a excavar entre los escombros mientras se informaba que el 21 de septiembre veintitrés personas aún seguían desaparecidas.

## Antecedentes
Los ataques se iniciaron el 8 de octubre de 2023, cuando el grupo militante libanés Hezbolá lanzó cohetes guiados y proyectiles de artillería contra posiciones ocupadas por Israel en el noroccidente de los Altos del Golán tras el ataque de Hamás contra Israel del día anterior. El gobierno de Israel tomó represalias con ataques con aviones no tripulados y fuego de artillería contra posiciones de Hezbolá cerca de la frontera entre los Altos del Golán y el Líbano. Los ataques se produjeron después de que Hezbolá expresara su apoyo y elogios por los ataques de Hamás contra Israel. Posteriormente, los enfrentamientos se intensificaron para llegar a otras partes de la frontera entre Israel y Líbano y a los Altos del Golán. Actualmente se trata de la mayor escalada del conflicto entre Hezbolá e Israel desde la Guerra del Líbano de 2006.
En el norte de Israel, el conflicto en curso ha obligado a aproximadamente 96.000 personas a abandonar sus hogares, mientras que en el Líbano, aproximadamente 500.000 personas han sido desplazadas (incluidos cerca de 150 000 niños), y Hezbolá dice que no detendrá los ataques contra Israel hasta que detenga sus ataques y las operaciones militares en Gaza. Entre el 21 de octubre de 2023 y el 20 de febrero de 2024, la Fuerza Provisional de las Naciones Unidas en el Líbano (FPNUL) registró unos 7948 incidentes de fuego de artillería desde el sur de la Línea Azul (de Israel al Líbano) y 978 incidentes de fuego de artillería desde el lado norte (del Líbano a Israel).
En septiembre de 2024 se produjo una escalada significativa, que comenzó con las explosiones de los buscapersonas en el Líbano y en Siria los días 17 y 18, y que fueron seguidas por ataques aéreos israelíes diarios que incluyeron el asesinato de altos comandantes de Hezbolá. Israel declaró que sus ataques continuarían hasta que los ciudadanos israelíes que se encontraran cerca de la frontera septentrional pudieran regresar a sus hogares en condiciones de seguridad. El 23 de septiembre fue el día con más víctimas en el Líbano, consecuencia de los ataques aéreos israelíes que causaron al menos 558 muertos y más de 1835 heridos, entre ellos niños, mujeres y paramédicos.
Ibrahim Akil el objetivo del ataque era un militante libanés y alto funcionario de Hezbolá. Fue miembro del Consejo de la Jihad, que supervisa las operaciones militares y de seguridad de la organización. Así mismo se desempeñó como jefe de operaciones y algunos lo consideraban el jefe de Estado Mayor de facto de Hezbolá. También se creía que era el jefe de la Fuerza Redwan, una rama de élite de Hezbolá.

## Ataque
Alrededor de las 15:45h (EEST), las Fuerzas de Defensa de Israel, lanzaron un ataque aéreo contra un edificio residencial en el barrio de Harder Hreik situado en los suburbios del sur de Beirut, una zona con una amplia mayoría chiita y con una fuerte presencia de Hezbolá. Los informes iniciales sugirieron que Naim Qassem, el segundo al mando de la milicia libanesas, era uno de los objetivos que fueron atacados. La Agencia Nacional de Noticias del Líbano dijo que el ataque se llevó a cabo en dos salidas de combate de un avión de combate F-35 que dispararon cuatro misiles contra el edificio residencial lo que provocó su colapso.
Al menos 45 personas incluidos, tres niños y siete mujeres murieron y otras 68 personas resultaron heridas. Las imágenes del lugar del ataque muestran daños importantes en el edificio, con la calle llena de escombros y vehículos destruidos. También se informó de que las FDI confirmaron un «bombardeo selectivo»; y que no se habían anunciado cambios en las directrices defensivas del Comando del Frente Interior. El ataque aéreo israelí arrasó completamente el edificio de apartamentos, atravesando sus ocho plantas y dieciséis apartamentos hasta llegar al sótano, donde se supone que tenía lugar la reunión de miembros de Hezbolá. Otro edificio cercano también se derrumbó en el ataque. Los equipos de rescate comenzaron inmediatamente a excavar entre los escombros mientras se informaba que el 21 de septiembre veinte personas aún seguían desaparecidas.
El portavoz de las FDI, Daniel Hagari, dijo que Ibrahim Akil y otros altos mandos de la fuerza de élite Radwan estaban reunidos cuando fueron atacados y asesinados en el ataque aéreo israelí. También afirmó que al menos otros diez comandantes de Hezbolá murieron en el ataque aéreo. Varias horas después, Hezbolá confirmó la muerte de quince de sus miembros en el ataque aéreo, incluidos Akil y Ahmed Wehbe. En un comunicado publicado por el grupo, se describe a Akil como «un gran líder yihadista». El comunicado también afirmaba que se ha «unido a la procesión de sus hermanos, los grandes líderes mártires, después de una vida bendecida y llena de yihad».
Los asesinatos de Akil y Wehbe suponen el segundo y tercer comandante de Hezbolá que son asesinados por Israel en apenas dos meses, después del asesinato de Fuad Shukr.

## Reacciones
El primer ministro libanés, Najib Mikati, afirmó que el ataque «demuestra una vez más que el enemigo israelí no valora ninguna consideración humana, legal o moral».
El portavoz del Consejo de Seguridad Nacional de la Casa Blanca, John Kirby, dijo que «no tenía conocimiento de ninguna notificación previa sobre ataques israelíes en Beirut». El asesor de seguridad nacional de Estados Unidos, Jake Sullivan, dijo que el asesinato hizo justicia y afirmó: «Cada vez que un terrorista que ha asesinado a estadounidenses es llevado ante la justicia, creemos que se trata de un buen resultado».
Hamás denunció el ataque, lo calificó de «crimen» y dijo que «Israel pagará el precio» por los asesinatos.
Hezbolá confirmó la muerte de Akil. En un comunicado, el grupo lo calificó de «gran líder yihadista» y agregó que se había «unido a la procesión de sus hermanos, los grandes líderes mártires, después de una vida bendecida llena de yihad, trabajo, heridas, sacrificios, peligros, desafíos, logros y victorias». Hezbolá también nombró a Ali Reda Abbas como nuevo líder de la Fuerza Redwan.